# Amboina (VOC-gebied)

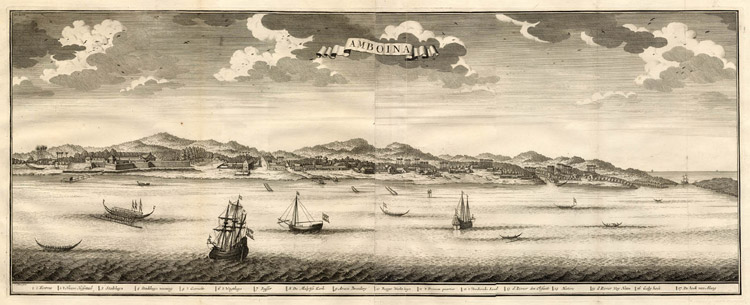
Amboina (Ambon), kaart uit 1724-1726

Amboina of Amboyna was van 1605 tot 1796 een gebied van de Vereenigde Oostindische Compagnie (VOC) in de Molukken, een eilandengroep in de Indische Archipel. Met een reeks forten beschermde de VOC hier met harde hand haar lucratieve monopolie op de kruidnagelhandel.
Naast het eiland Ambon (Amboina) zelf, bestond de landvoogdij Amboina ook uit de omringende eilanden, onder meer:
- Haroekoe
- Saparoea
- Noesalaoet
- Manipa
- Kelang
- Ambelau
- Boano
- Ceram
- Boeroe[1]

De controle over Ceram en Boeroe beperkte zich tot de kustgebieden, met uitzondering van Hoamoal, een schiereiland in het zuidwesten van Ceram dat de VOC geheel ontruimd had van inwoners.
Het hoofdkantoor (hoofdcomptoir) van het gebied was Fort Victoria op Ambon. De landvoogd die hier zetelde had zo'n 900 Europese ambtenaren tot zijn beschikking om zijn gezag te handhaven. Daarnaast bouwde de VOC een reeks andere stenen forten, waaronder Fort Amsterdam op Ambon, Fort Zeelandia op Haroekoe en Fort Duurstede op Saparoea.

## Geschiedenis

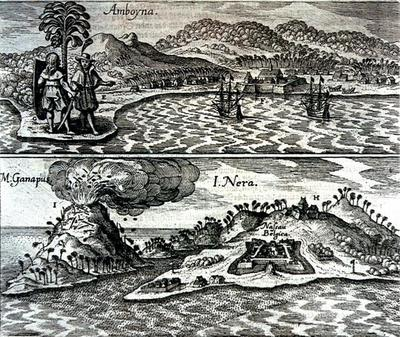
Boven: de Nederlandse vestiging op Ambon. Gravure uit 1655

Ambon was een belangrijke handelsplaats voor de VOC; hier werd de meeste kruidnagel verbouwd van de gehele Indische Archipel. Voor de VOC was het van uiterst belang om de controle over de kruidnagelhandel te verkrijgen en behouden.
Steven van der Hagen bouwde rond 1600 in Kaitetu, aan de Baai van Hila, het Kasteel van Verre, de eerste Nederlandse vestiging in de Indische Archipel. Van der Hagen keerde in 1605 terug naar Ambon en verdreef de Portugezen van het eiland. Hij breidde het Portugese fort uit tot een groot kasteel, Fort Victoria. Frederik de Houtman werd aangesteld als eerste landvoogd van Amboina. Van 1611 to 1615 zetelde ook de eerste gouverneur-generaal van Nederlands Oost-Indië, Pieter Both, op Ambon.

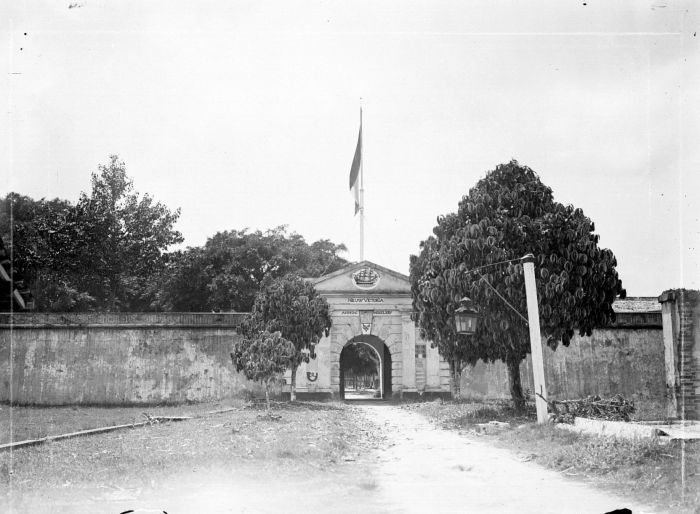
De Waterpoort van Fort Nieuw Victoria. Foto genomen tijdens de Siboga-expeditie (1899-1900)

Het Kasteel van Verre aan de Baai van Hila werd in 1639 vervangen door Fort Amsterdam. De hoofdvestiging op Ambon, Fort Victoria, werd in 1754 zwaar beschadigd door een vulkaanuitbarsting en opnieuw opgebouwd als Nieuw Victoria.
In 1623 werden op Ambon tien Engelsen, negen Japanners en een Portugees onthoofd, een gebeurtenis die in Groot-Brittannië bekend werd als de Amboyna Massacre. Deze massaterechtstelling, op slecht gefundeerde beschuldigingen van verraad en door marteling verkregen bekentenissen, beschadigde de verhoudingen tussen Nederland en Engeland en vormde een van de voorwendselen voor de Eerste Engels-Nederlandse Oorlog. Na het incident trokken de Engelsen zich uit Ambon terug. De Engelsen gebruikten de Amboyna Massacre later als rechtvaardiging voor de inlijving van Nieuw-Nederland (waaronder Nieuw-Amsterdam, het huidige New York).
Om haar monopoliepositie in de kruidnagelmarkt te beschermen, handhaafde de VOC haar kruidnagelcontracten met de plaatselijke bevolking met stevige hand. Tijdens regelmatige militaire inspecties, de zogenaamde hongitochten, werden "illegale" kruidnagelbomen gekapt. Vaak werden hierbij hele plantages vernield en dorpen platgebrand. In 1651 brak een grote opstand tegen de VOC uit, de Grote Ambonse Oorlog of Hoamoalese Oorlog (1651-1659), toen Majira, een plaatselijke leider op Ceram, weigerde een deel van de aanplant te vernielen en het recht eiste zijn kruidnagel te verkopen aan andere partijen. De gouverneur van de Molukken, Arnold de Vlamingh van Oudshoorn, onderdrukte de opstand met harde hand. Hierna had de VOC haar monopolie nog steviger in handen. Ambon verloor haar positie als centrum van de kruidnagelhandel pas eind 18e eeuw, nadat Franse avonturiers rond 1770 kruidnagelplantjes naar Mauritius en andere Franse eilanden smokkelden.
Op 17 februari 1674 trof een tsunami Ambon en de omringende eilanden. De ramp kostte 2243 mensen het leven.
In 1796, een jaar nadat Franse revolutionaire troepen Nederland binnenvielen en de Bataafse Republiek werd uitgeroepen, werd Ambon bezet door Britse troepen. De VOC werd rond 1799 opgeheven, waarmee er ook een einde kwam van Amboina als VOC-gebied. Nederland kreeg Ambon terug bij de Vrede van Amiens (1802) maar de Britten namen het eiland in 1810 nogmaals in. Na de Franse tijd kwam Ambon in 1814 weer in Nederlandse handen.
In 1817 brak een nieuwe bloedige opstand tegen het Nederlandse gezag uit op Ambon. Datzelfde jaar werden de eilanden deel van het nieuwe Gouvernement der Molukken, bestuurd door een gouverneur die op Ambon zetelde. Nadat hier een aantal eilanden van waren afgescheiden, werd dit in 1867 de residentie Amboina. Vanaf 1925 werd het weer deel van een nieuw Gouvernement der Molukken, van 1935 tot 1949 de residentie Molukken geheten. De bestuurszetel was altijd Ambon.
Gouvernementen: Goudkust* · Nederlands Brazilië · Nederlandse Antillen · Nederlands-Guiana (Berbice* · Cayenne · Demerary* · Essequebo* · Pomeroon · Suriname*) · Nieuw-Nederland
Gebieden met een directeur: Maagdeneilanden
Gebieden met een baron: Tobago (geleend aan Cornelis Lampsins)
Factorijen / handelsposten: Arguin · Loango-Angolakust · Senegambia · Slavenkust
Gouvernementen: Amboina* · Banda* · Batavia* · Ceylon · Coromandelkust* · Formosa · Java's Noordoostkust* · Kaapkolonie* · Makassar* · Malakka* · Mauritius · Molukken*
Directoraten: Vestingen in Bengalen · Vestingen in Perzië · Suratte
Commandementen: Bantam* · Malabar · Sumatra's Westkust*
Residenten: Bandjarmasin* · Cheribon* · Palembang* · Pontianak*
Gebieden met een opperhoofd: Birma · Dejima* · Vestingen in Siam · Timor · Tonquin
Factorijen: Vestingen in China
Nederzettingen: Amsterdam eiland (incl. Smeerenburg) · Jan Mayen
Vestingen: Acadia · Fort Nassau · Zoutpannen in Venezuela
*: Gebieden ook in handen van de Bataafse Republiek geweest.